# بدر بانون

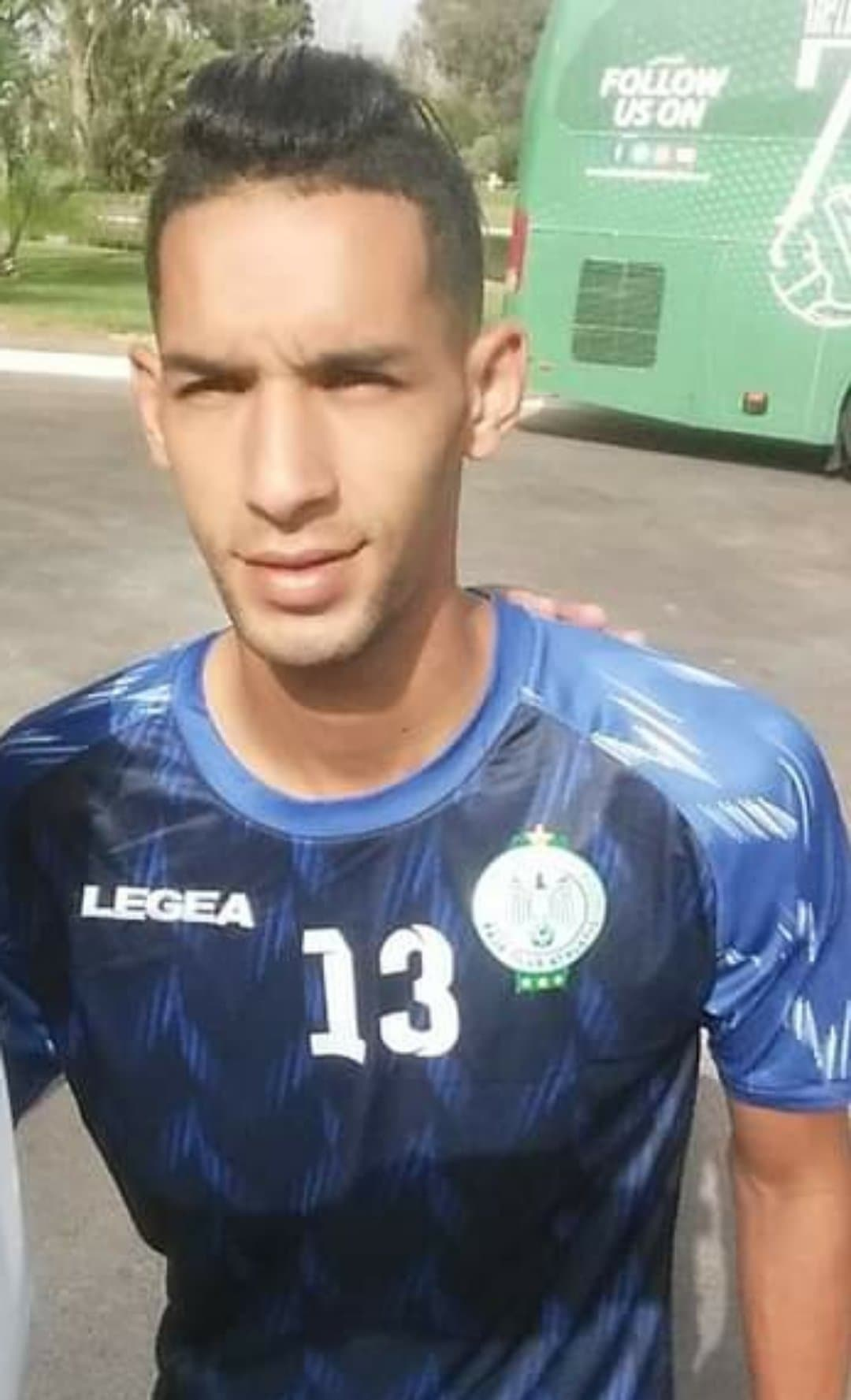
بدر بانون در سال ۲۰۱۹

بدر بانون (انگلیسی: Badr Banoun؛ زادهٔ ۳۰ سپتامبر ۱۹۹۳) بازیکن فوتبال اهل مراکش است.
از باشگاه‌هایی که در آن بازی کرده‌است می‌توان به باشگاه فوتبال الرجا اشاره کرد. وی سابقه ۲ بازی برای تیم ملی فوتبال مراکش را در کارنامه دارد.